# Emilie Bach
Emilie Bach (Nové Hrady, Bohemen, 2 juli 1840 - Wenen, 29 april 1890) was een kunstenaar en journalist. 
In 1873 richtte zij met handelsminister Anton von Banhans de keizerlijke een koninklijke beroepsopleiding voor het borduren van kunst op in Wenen. Ze vervulde er daarna de functie van directrice. De school werd later overgenomen door de staat.  
Ze publiceerde verschillende werken over het onderwerp borduurwerk, waaronder Muster Stilvoller Handarbeiten für Schule und Haus in twee delen (Wenen) en Neue Muster im Alten Stil, die later in het Engels werd gepubliceerd als New Patterns in Old Styles. Als journaliste droeg ze bij aan dagbladen als de 'Neue Freie Presse', 'Heimat' en 'Wiener Allgemeine Zeitung'. Daarnaast gaf ze lezingen over kunst en handwerk, waarvan de meeste werden gepubliceerd.
In de laatste jaren van haar leven heeft ze met haar dochter deelgenomen aan de restauratie van een aantal zeldzame historische kunstschatten in de Hofburg, zoals het bed van keizerin Maria Theresia. Emilie Bach werd onderscheiden met het Burgerlijk Kruis van Verdienste.